# Maplewood (New Jersey)
Maplewood ist ein Township im Essex County, New Jersey, USA. Das U.S. Census Bureau ermittelte bei der Volkszählung 2020 eine Einwohnerzahl von 25.684.

## Geographie
Nach dem United States Census Bureau hat die Stadt eine Gesamtfläche von 10,0 km², wobei keine Wasserflächen miteinberechnet sind.

## Demographie
Nach der Volkszählung von 2000 gibt es 23.868 Menschen, 8.452 Haushalte und 6.381 Familien in der Stadt. Die Bevölkerungsdichte beträgt 2.393,6 Einwohner pro km². 58,78 % der Bevölkerung sind Weiße, 32,63 % Afroamerikaner, 0,13 % amerikanische Ureinwohner, 2,86 % Asiaten, 0,03 % pazifische Insulaner, 1,56 % anderer Herkunft und 4,01 % Mischlinge. 5,23 % sind Latinos unterschiedlicher Abstammung.
Von den 8.452 Haushalten haben 40,6 % Kinder unter 18 Jahre. 58,2 % davon sind verheiratete, zusammenlebende Paare, 13,3 % sind alleinerziehende Mütter, 24,5 % sind keine Familien, 20,4 % bestehen aus Singlehaushalten und in 9,8 % Menschen sind älter als 65. Die Durchschnittshaushaltsgröße beträgt 2,81, die Durchschnittsfamiliengröße 3,27.
28,0 % der Bevölkerung sind unter 18 Jahre alt, 5,6 % zwischen 18 und 24, 30,2 % zwischen 25 und 44, 24,0 % zwischen 45 und 64, 12,1 % älter als 65. Das Durchschnittsalter beträgt 38 Jahre. Das Verhältnis Frauen zu Männer beträgt 100:90,6, für Menschen älter als 18 Jahre beträgt das Verhältnis 100:86,1.
Das jährliche Durchschnittseinkommen der Haushalte beträgt 79.637 USD, das Durchschnittseinkommen der Familien 92.724 USD. Männer haben ein Durchschnittseinkommen von 57.572 USD, Frauen 41.899 USD. Der Prokopfeinkommen der Stadt beträgt 36.794 USD. 4,4 % der Bevölkerung und 3,4 % der Familien leben unterhalb der Armutsgrenze, davon sind 4,9 % Kinder oder Jugendliche jünger als 18 Jahre und 6,0 % der Menschen sind älter als 65.

## Persönlichkeiten
- Robert De Grasse (1900–1971), Kameramann
- Charles G. Dodge (1907–1985), Generalleutnant der United States Army
- Audrey Peters (1927–2019), Schauspielerin
- Tricia Woods (1966–2011), Jazz- und Bluespianistin
- Peter Friedman (* vor 1970), Dokumentarfilmer und Filmeditor
- Ibtihaj Muhammad (* 1985), Säbelfechterin
- Carter Jones (* 1989), Radrennfahrer
- Marques Brownlee (* 1993), YouTuber
- Bea Miller (* 1999), Sängerin und Schauspielerin
- SZA (* 1989), Sängerin

## Nachweise
1. ↑  www.maplewoodnj.gov. (abgerufen am 27. Dezember 2024).
2. ↑  Explore Census Data Total Population in Maplewood township, Essex County, New Jersey. US Census Bureau, abgerufen am 27. Dezember 2024 (englisch).